# Jackmaster

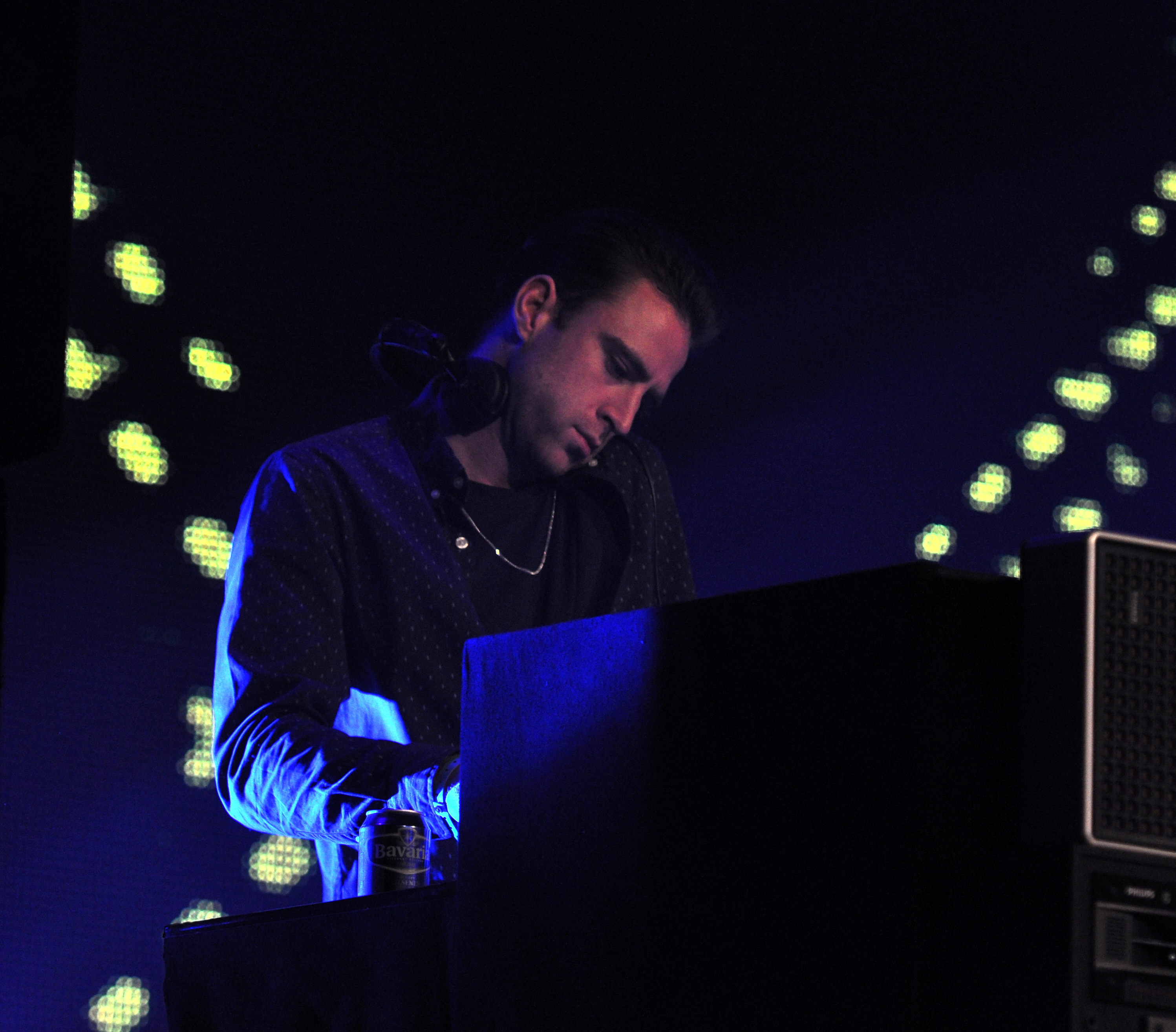
DJ Jackmaster (2013)

Jackmaster (bürgerlich Jack Revill, * 11. Januar 1986 in Glasgow, Schottland; † 12. Oktober 2024 auf Ibiza, Spanien) war ein britischer House- und Electro-DJ.

## Leben und Karriere
Revill wurde im Alter von 12 Jahren von seinem besten Freund Calum Morton (a.k.a. Spencer) zum DJ ausgebildet. Nach seiner Schulzeit in Glasgow begann Jack Revill, als DJ aufzutreten. Im Alter von 14 Jahren begann er in dem Plattenladen Rubadub Records in Glasgow zu arbeiten, wo er kein Geld verdiente, sondern eine Schallplatte pro Arbeitsstunde erhielt, doch nachdem er mit 16 Jahren die Schule verlassen hatte, begann er, Vollzeit im Rubadub-Vertrieb zu arbeiten. Während seiner Arbeit in diesem Laden erhielt Revill den Spitznamen Jackmaster in Anlehnung an den populären Begriff „Jackmaster“, der in der House-Musikszene Chicagos in den späten 80er Jahren geprägt wurde. Revill nahm den Alias Jackmaster als seinen DJ-Namen an, als er zusammen mit seinem frühen Mentor Claude Young beim lokalen Radiosender Radio Magnetic auftrat.
Revill gründete 2006 das Plattenlabels, Point.One Recordings, es war ein Elektrolabel, das mit der Absicht gegründet wurde, die ersten Werke des Warp-Records-Künstlers Rustie unter dem Alias Voltaic zu veröffentlichen. Danach gründete Revill 2007 Dress 2 Sweat, ein Vinyl-Label, das sich hauptsächlich auf Baltimore-Clubmusik aus den Vereinigten Staaten konzentrierte.
Ein Jahr später gründeten Revill und sein guter Freund Calum Morton zusammen mit Mortons Bruder Neil das Label Wireblock Records, auf dem Hudson Mohawke und Rustie in der Anfangsphase ihrer Karriere veröffentlicht wurden, bevor sie bei Warp Records unterschrieben, aber auch persönliche Helden wie Lory D aus Rom.
Bei den Best of British Awards 2010 des DJ Magazine wurde er als „Breakthrough DJ“ ausgezeichnet.
2010 war er Mitbegründer des Electrohouselabels Numbers Records. 2011 veröffentlichte er eine Mix-Kompilation der Serie Fabric Live. 2016 veröffentlichte er ein DJ-Kicks-Mixalbum.
Außer Auftritten in Clubs spielte er bei Festivals, darunter Glastonbury, T in the Park, Time Warp und Tomorrowland.
Im Dezember 2014 wurde Revill bei den DJ Magazine Best of British Awards zum besten DJ gewählt und belegte Platz 11 in der prestigeträchtigen „Top 100 DJs of 2014“-Umfrage von Resident Advisor, in der er in den Folgejahren Platz 5 und 2 belegte.
Im November 2016 wurde Revill mit dem Scottish Music Awards Sub Club Electronic Music Award des Unternehmens SSE ausgezeichnet und war damit der erste Gewinner dieser neuen Kategorie innerhalb der Scottish Music Awards.
Im April 2017 wurde Revill mit dem Tennents Golden Can Award für seinen Beitrag zur schottischen Kultur ausgezeichnet.
Er starb am 12. Oktober 2024 auf Ibiza an den Folgen einer Kopfverletzung, die er sich bei einem Unfall zugezogen hatte.

## Kontroverse um sexuelle Übergriffe
Revill war im August 2018 Gegenstand einer Kontroverse, nachdem er GHB eingenommen hatte und anschließend versuchte, „missbräuchliches“ und „unangemessenes“ Verhalten an den Tag zu legen, einschließlich des Versuchs, „Menschen gegen ihren Willen zu küssen und zu begrapschen“ beim Love Saves the Day Festival in Bristol.
Daraufhin gab er eine öffentliche Erklärung auf Facebook ab. Diese Erklärung wurde im Internet kontrovers diskutiert, da sie nicht eindeutig war und zu weiteren Spekulationen führte. Love Saves the Day klärte die Situation mit einer eigenen Erklärung, in der es hieß, dass Jackmasters ursprüngliche, vage Entschuldigung Gerüchte verursachte, die den Grund für die Entschuldigung durcheinander warfen. Das Festival und Jackmaster erklärten sich bereit, weitere Erklärungen abzugeben, um das Ausmaß des Verhaltens des DJs vollständig zu erklären.
Love Saves the Day gab später die folgende Erklärung ab:

„Die Position des Festivals und seiner Mitarbeiter, die von Jacks Verhalten an diesem Abend betroffen waren, ist, dass Jack sich direkt bei ihnen entschuldigt hat, dass er sich eine Auszeit genommen hat, um an sich selbst zu arbeiten, und dass er sich verpflichtet hat, dieses Verhalten gegenüber anderen in Zukunft nicht zu wiederholen. Er hat die Unterstützung unserer Mitarbeiter und des Festivals bei der Arbeit an diesen Zielen und seinem eigenen zukünftigen Glück.“

In der Folge zog er sich von mehreren Auftritten zurück und zog sich vorübergehend aus dem Rampenlicht zurück. Revill sagte, er übernehme die Verantwortung für sein Handeln und gab ein öffentliches Interview, das mit seiner Rückkehr zum DJing zusammenfiel, in dem er erklärte, dass „alles meine Schuld war“ und dass „über meine Erfahrungen zu sprechen einer der ersten Schritte ist, um eines meiner Ziele zu erreichen, die ich mir während meiner Genesung gesetzt habe, nämlich meine Stimme für das Gute einzusetzen und anderen zu helfen“.
Nach dem Vorfall änderte Jack den Namen seiner im britischen Handelsregister eingetragenen Produktionsfirma von „Heavy Petting Ltd“ in „Hillhead Endeavours Limited“.